# Канастеро консатський
Канасте́ро консатський (Asthenes berlepschi) — вид горобцеподібних птахів родини горнерових (Furnariidae). Ендемік Болівії. Вид названий на честь німецького орнітолога Ганса фон Берлепша.

## Опис
Довжина птаха становить 16,5 см, враховуючи відносно довгий хвіст. Верхня частина тіла тьмяно-коричнева, потилиця сірувата, нижня частина спини і надхвістя рудуваті. Хвіст темний, верхні покривні пера рудувато-коричневі. Крила темні, махові пера білі основи рудуваті, покривні пера мають руді края. Над очима світлі "брови", на підборідді світло-коричнева пляма. Нижня частина тіла світло-охриста з малопомітним лускоподібним візерунком на грудях. Боки і гузка рудувато-кашатнові. Дзьоб темний, міцний.

## Поширення і екологія
Поширення консатських канастеро обмежене невеликою ділянокою в долині Ріо-Консата, що тече зі східних схилів Анд на північному заході Болівії в департаменті Ла-Пас. Загальна площа цієї ділянки становить від 200 до 450 км². Консатські канастеро живуть у високогірних чагарникових заростях, в садах, на полях і пасовищах. Зустрічаються на висоті від 2300 до 3700 м над рівнем моря.

## Збереження
МСОП класифікує стан збереження цього виду як близький до загрозливого через обмежений ареал виду. У межах свого ареалу консатські канастеро є досить поширеним видом.